# Ondava
Ondrava (njem. Ondau) rijeka je u istočnoj  Slovačkoj, koja sutokom s Latoricom stvara Bodroga dug 146,5 km. Površina sliva iznosi 3.355 km2. Izvire u istočnoj Slovačkoj podno planine Niski Beskidi i cjelim svojim tokom nalazi se u Slovačkoj. Ulijeva se u Bodrog. Teče kroz Prešovský i Košický kraj. 
Gradovi kroz koje protječe rijela Ondrava:
- Vranov nad Topľou,
- Sečovce
- Trebišov
- Svidník
- Stropkov

## Vanjske poveznice
|  | Zajednički poslužitelj ima još gradiva o temi Ondava |